# Ambra (architektura)

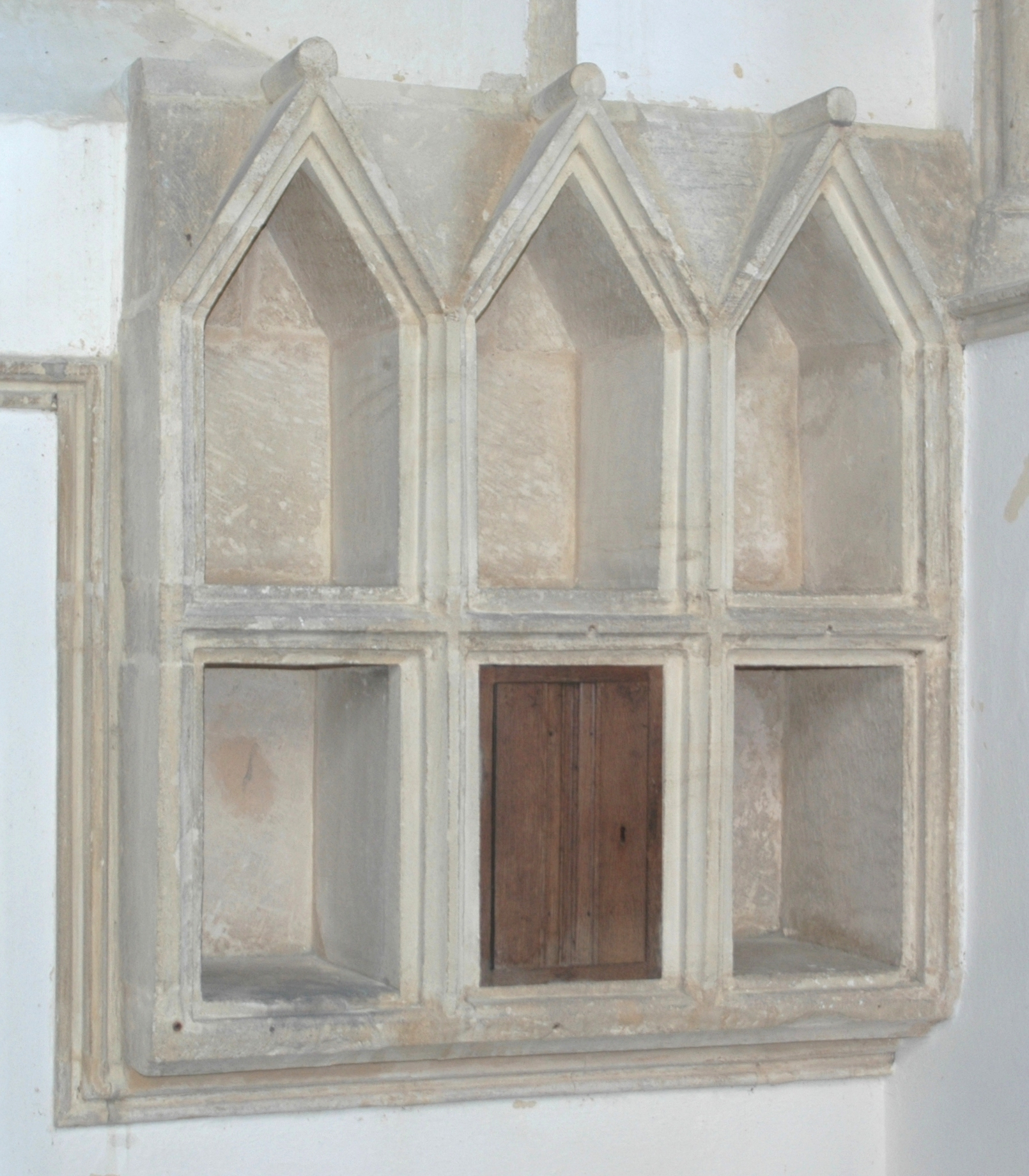
Ambra z połowy XIII wieku w kościele św. Mateusza w Langford, Oxfordshire, Anglia

Ambra (łac. armārium, „miejsce do przechowywania narzędzi”) – w kościołach katolickich oraz anglikańskich szafka przeznaczona do przechowywania świętych olejów. W średniowieczu była zwykle umieszczana we wnęce w ścianie budynku i służyła również za miejsce przechowywania naczyń liturgicznych. 
W Kościele katolickim, po Soborze Watykańskim II, ambry coraz częściej przybierają formę przeszklonych i oświetlonych kredensów.